# Larissa Costa
Larissa Costa da Silva Oliveira (nacida en Natal, Rio Grande do Norte, 9 de marzo de 1984) es modelo, pedagoga y Miss Brasil 2009.
A pesar de haber nacido en la capital de Rio Grande do Norte, Larisa fue criada en la ciudad de São Gonçalo do Amarante, que está cerca de la capital.
Ella es 1,77 m de altura, 90 cm de busto, cintura 63cm y 93cm de la articulación de la cadera.